# 운수초등학교
운수초등학교는 대한민국 경상북도 고령군 운수면 봉평리에 있는 초등학교다.

## 학교 연혁
- 1934년 10월 20일 운수공립보통학교 개교(설립인가 9월 29일)
- 1938년 4월 1일 교명 변경(운수공립심상소학교)
- 1941년 4월 1일 교명 변경(운수공립국민학교)
- 1981년 3월 10일 병설유치원 개원
- 1981년 3월 10일 급식소 개소
- 1996년 3월 1일 운수초등학교로 교명 변경
- 2014년 2월 13일 제77회 졸업 (총 5,292명 졸업)
- 2014년 3월 1일 초등학교 4학급, 유치원 1학급 편성
- 2014년 9월 1일 제29대 박순지 교장 취임
- 2017년 2월 15일 제80회 졸업 (총 5,301명 졸업)
- 2017년 3월 1일 초등학교 4학급, 유치원 휴원

## 참고 자료
- 운수초등학교 - 한국교육학술정보원 학교알리미